# Zagieświe
Zagieświe (lit. Užugiesviai) – wieś na Litwie, w okręgu wileńskim, w rejonie wileńskim, w gminie Dukszty.

## Historia
W dwudziestoleciu międzywojennym leżało w Polsce, w województwie wileńskim, w powiecie wileńsko-trockim, w gminie Mejszagoła. W 1931 miejscowość liczyła 38 mieszkańców, zamieszkałych w 7 budynkach.
Po II wojnie światowej w granicach Związku Sowieckiego. Od 1991 na niepodległej Litwie.